# Семијана
Семијана (итал. Semiana) је насеље у Италији у округу Павија, региону Ломбардија.
Према процени из 2011. у насељу је живело 239 становника. Насеље се налази на надморској висини од 98 м.

## Становништво
Према резултатима пописа становништва 2011. у општини је живело 257 становника.
| 1931. | 1936. | 1951. | 1961. | 1971. | 1981. | 1991. | 2001. | 2011. |
| ----- | ----- | ----- | ----- | ----- | ----- | ----- | ----- | ----- |
| 976   | 911   | 939   | 701   | 455   | 336   | 257   | 256   | 257   |